# Santo Antão (Calheta)
Santo Antão es una freguesia portuguesa perteneciente al municipio de Calheta, situado en la isla de São Jorge, Región Autónoma de Azores. Posee un área de 33,41 km² y una población total de 921 habitantes (2001). La densidad poblacional asciende a 27,6 hab/km².
- Datos: Q2450964
- Multimedia: Santo Antão (Calheta) / Q2450964

1. ↑  Worldpostalcodes.org,código postal n.º 9875-067.